# Guillermo Barbadillo Alvarado
Guillermo Barbadillo Alvarado (Callao, 9 de gener de 1925 - Callao, 20 d'octubre de 2000) fou un futbolista peruà de la dècada de 1950.
Pel que fa a clubs, defensà els colors de Sport Boys, Deportivo Cali i Alianza Lima.
Fou internacional amb la selecció del Perú entre 1947 i 1956. Formà part als campionats sud-americans de 1947, 1953, 1955, i 1956.
Fou pare del també futbolista Gerónimo Barbadillo.

## Palmarès
Sport Boys
- Lliga peruana de futbol:
  - 1942, 1951

Alianza Lima
- Lliga peruana de futbol:
  - 1954, 1955